# NGC 825
NGC 825 je galaksija u zviježđu Kit.

## Vanjske poveznice
- SEDS: NGC 825